# Józef Kössler

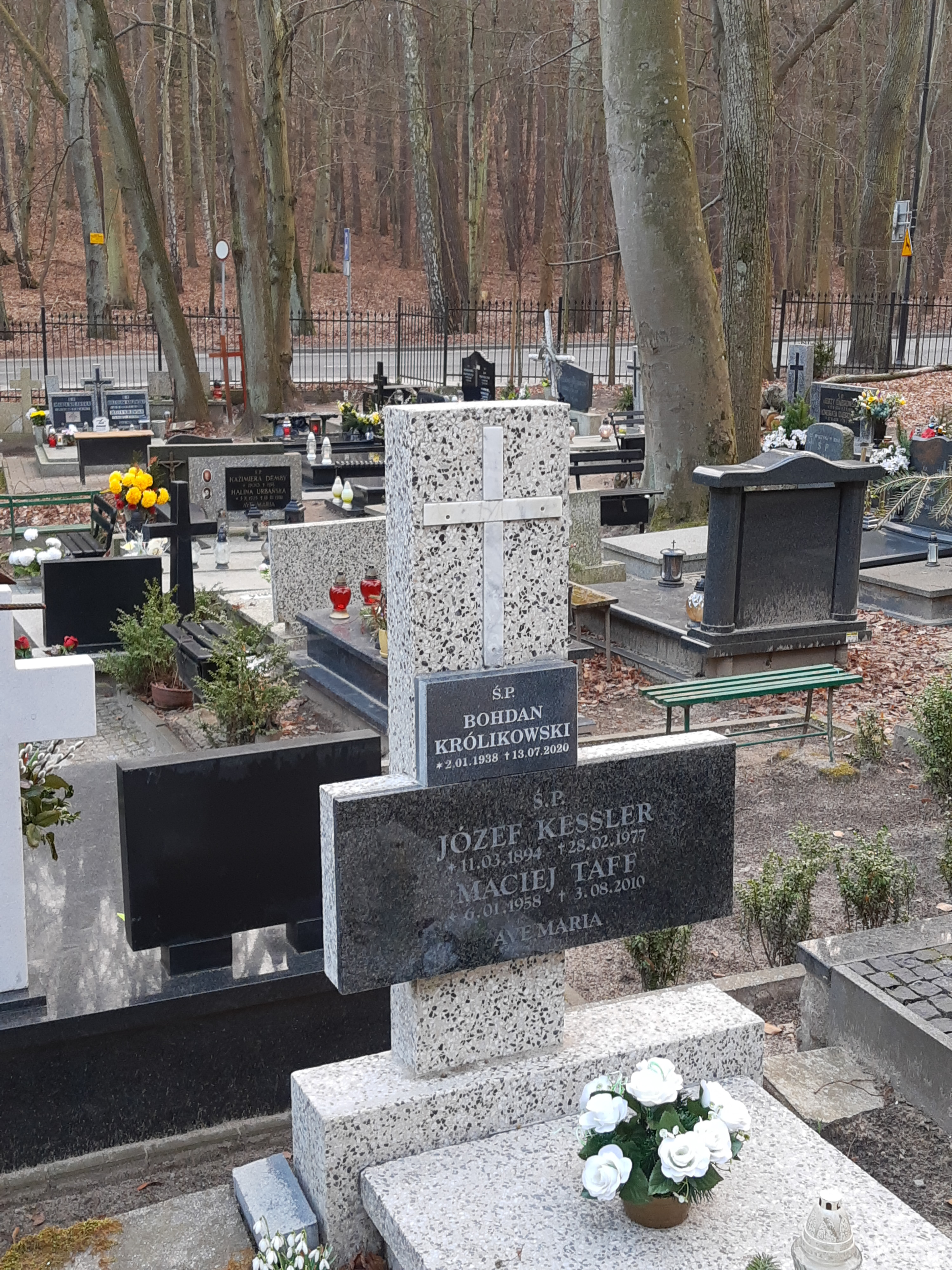
Grob Józefa Kösslera na cmentarzu komunalnym w Sopocie

Józef Kössler (ur. 11 marca 1894 w Doroszowcach, zm. 28 lutego 1977 w Gdańsku) – kapitan piechoty Wojska Polskiego, żołnierz Legionów Polskich, działacz niepodległościowy, kawaler Orderu Virtuti Militari.

## Życiorys
Urodził się w Doroszowcach, w ówczesnym powiecie kocmańskim Księstwa Bukowiny, w rodzinie Jana i Stanisławy z Rusmaków. Ukończył sześć klas w gimnazjum w Stanisławowie, gdzie od 1912 należał do Drużyny Sokolej. W 1914 wstąpił do Legionów Polskich i otrzymał przydział do 1 pułku piechoty. W 1916 przeniesiony do 4 pułku piechoty i w jego składzie walczył pod Rawą Ruską.
W 1918 wstąpił do odrodzonego Wojska Polskiego. W szeregach 8 pułku piechoty Legionów bił się z Ukraińcami pod Lwowem. W 1919, mianowany podporucznikiem, walczył na froncie polsko bolszewickim. W sierpniu 1920 dowodził kompanią działającą wzdłuż toru kolejowego Brześć – Kowel. Jego postawa przyczyniła się do odparcia ataku nieprzyjaciela. Za bohaterstwo w walkach  został odznaczony Krzyżem Srebrnym Orderu Virtuti Militari. 
Po zakończeniu działań wojennych pozostał w zawodowej służbie wojskowej. 3 maja 1922 został zweryfikowany w stopniu kapitana ze starszeństwem z 1 czerwca 1919 i 1773. lokatą w korpusie oficerów piechoty. W 1923 przeniesiony do rezerwy. W okresie międzywojennym prowadził własną firmę.
We wrześniu 1939 bronił polskiego wybrzeża. Po kapitulacji, dostał się do niewoli i przebywał w niemieckich obozach jenieckich. 
Po wojnie pracował w przedsiębiorstwach państwowych. Zmarł w Gdańsku, pochowany na cmentarzu komunalnym w Sopocie (kwatera L2-11-12).
Był żonaty z Heleną z Żołnów, z którą miał dwoje dzieci: Ryszarda (ur. 30 listopada 1924), Barbarę (ur. 13 kwietnia 1933).

## Ordery i odznaczenia
- Krzyż Srebrny Orderu Virtuti Militari nr 4885 – 1921[6]
- Krzyż Niepodległości – 20 lipca 1932 „za pracę w dziele odzyskania niepodległości”[7][2]
- Krzyż Walecznych trzykrotnie[2]